# 桃江乡 (雷山县)
桃江乡，是中华人民共和国贵州省黔东南苗族侗族自治州雷山县下辖的一个乡镇级行政单位。2013年5月24日，贵州省人民政府批复同意撤销大塘乡、桃江乡，合并设置大塘镇，镇人民政府驻新桥村。

## 行政区划
桃江乡下辖以下地区：
。

## 中国传统村落
2013年8月，岩寨村、掌雷村、龙河村被评为第二批中国传统村落。